# طواف إيطاليا 1919
طواف إيطاليا 1919 هو سباق دراجات هوائية أقيم بتاريخ 21 مايو – 8 يونيو، تكون السباق من 10 مراحل وامتدّ لمسافة 2984 كم بسرعة 26.44 كم/س، استغرق السباق 112 ساعة 51 دقيقة 29 ثانية. فاز به الإيطالي كوستانتي جيراردينجو.

## الترتيب
| م                     | الدرّاج              | البلد   | الزمن                      |
| --------------------- | ------------------- | ------- | -------------------------- |
| الفائز بالترتيب العام | كوستانتي جيراردينجو | إيطاليا | 112 ساعة 51 دقيقة 29 ثانية |